# Canicattì
Canicattì er en italiensk by (og kommune) i regionen Sicilien i Italien, med omkring 34.449(2023) indbyggere. 